# Kaca
Kaca (románul Cața, németül Katzendorf) falu Romániában, Brassó megyében.

## Fekvése
Segesvártól 67 km-re délkeletre, Fogarastól 55 km-re északkeletre, a Nagy-Homoród jobb partján fekszik.

## Története
Írott források és régészeti feltárások hiányában nem lehet tudni, volt-e itt magyar, székely település a szászok érkezése előtt.
Valószínűbb, hogy szászok alapították a települést a 13. században. A települést 1299-ben “Villa Felium” néven írják az oklevelek. 1400 körül Kőhalom filiájaként említi okirat (egyházi adószedőlista). 1505 találkozunk először írásban is a maihoz hasonló Kachai elnevezéssel. Középkori lakossága a reformáció idején lutheránus lett. 1658-ban török és tatár csapatok égették fel Kacát. Az ezt követő időkben még háromszor pusztította tűzvész a települést (1683, 1706 és 1749).
1910-ben 1343 német, román, cigány és magyar lakosa volt. A trianoni békeszerződésig Nagy-Küküllő vármegye Kőhalmi járásához tartozott.
1992-ben társközségeivel együtt 2491 lakosából 1034 román, 808 magyar, 608 cigány és 41 német volt.

## Látnivalók
- Szász evangélikus erődített temploma eredetileg román stílusban épült háromhajós bazilikaként. (Az egykori román stílusról ma is tanúskodnak a félköríves ikerablakok a főhajó mindkét oldalán, a déli papi bejáró [a későbbi sekrestyeajtó], és a főhajó román kori pilléreken nyugvó árkádjai.) A 15. században erődtemplommá alakították át, bástyákkal erősített védőfallal vették körül. Történelme során számtalan átalakítást végeztek rajta. Legnagyobb mértékben 1894-ben kellett újjáépíteni, amikor egyik tornya leomlott, és ami komoly pusztítást végzett az épületben. Kerítőfala rossz állapotban van, két hatalmas tornya áll. Külső falának csak egyik tornya maradt meg.

## További információk

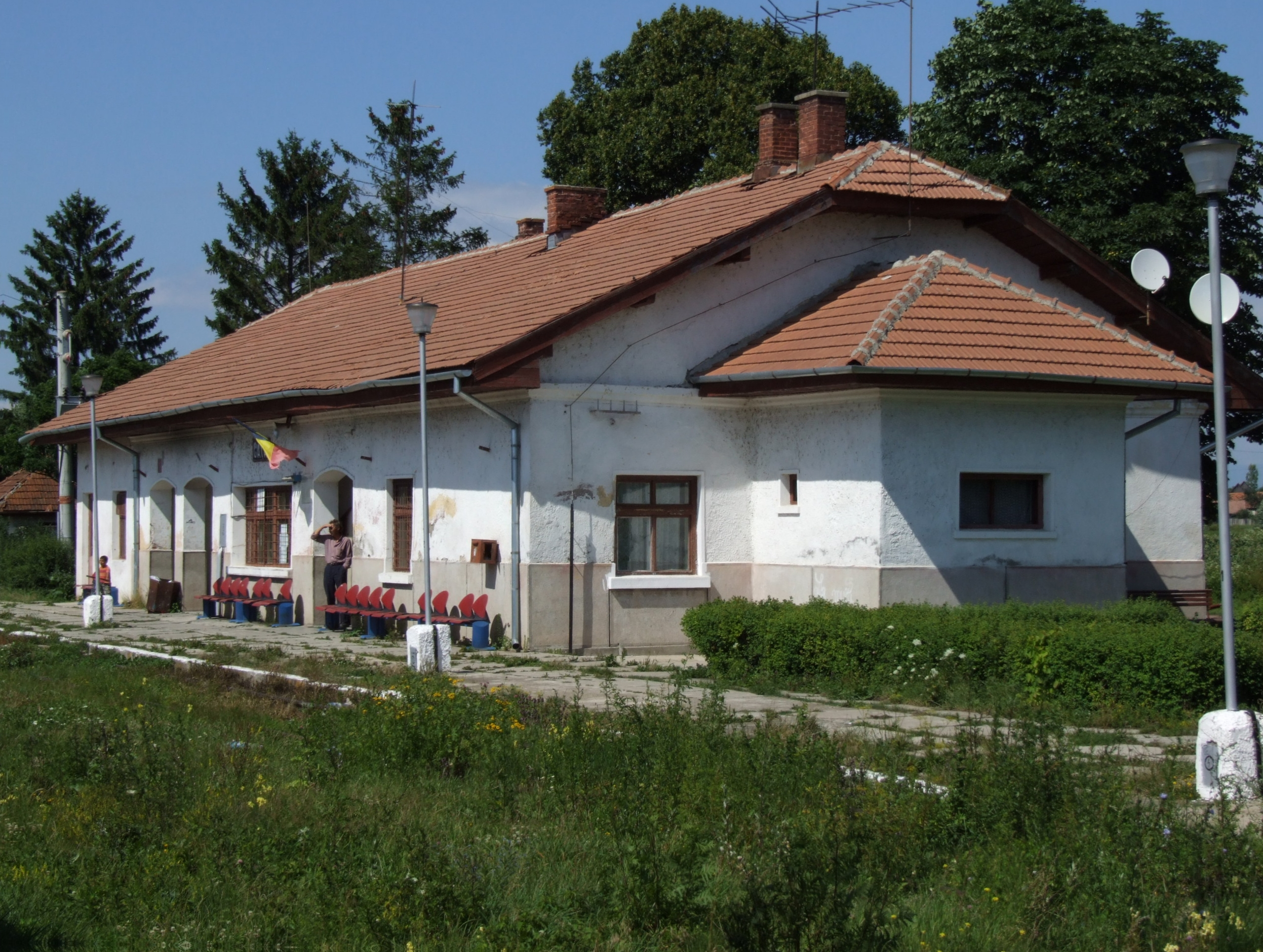
Vasútállomás

## Képgaléria
- Képek Kacáról a www.erdely-szep.hu honlapon
- Légifelvételek Kacáról (Luftbilder über Katzendorf)